# Michael Holyfield
Michael Holyfield, né le 18 novembre 1992 à Albuquerque au Nouveau-Mexique, est un joueur américain de basket-ball.